# Emma Heming
Emma Heming, née le 18 juin 1978, est un mannequin, créatrice de mode et actrice américaine d'origine guyanienne.

## Biographie
Elle a tourné en 2006 dans un épisode d’Entourage puis dans les films Dangereuse Séduction en 2007 et The Comebacks en 2008.

### Carrière dans le mannequinat
Elle a effectué des campagnes de publicités pour Dior, Gap et Garnier, ainsi que des couvertures ds magazines de mode comme Elle ou Vogue.
Elle a défilé pour John Galliano, Paco Rabanne, Christian Dior, Ralph Lauren et Victoria's Secret.

### Bijoux et parfum
En 2011, Emma Heming Willis devient l'égérie des bijoux LR Joyce de la société LR Health & Beauty Systems dont une partie a été créée par la star elle-même. Elle a également inspiré son mari Bruce Willis pour la création de la fragrance de son parfum pour femme Lovingly by Bruce Willis.

## Vie privée
Le 22 mars 2009, Rogers & Cowan, l'agence chargée des relations publiques de l'acteur Bruce Willis, annonce que l'acteur de 54 ans vient de se remarier le 21 mars avec le mannequin Emma Heming, qu’il fréquentait depuis 2008,. Elle avait partagé avec lui l'affiche du film Dangereuse Séduction.
Elle accouche le dimanche 1er avril 2012 d'une petite fille prénommée Mabel Ray Willis, qui est dès lors le premier enfant du couple et la quatrième fille de Bruce Willis. En 2014, elle accouche d'une deuxième fille pour elle et la cinquième pour Bruce Willis prénommée Evelyn Penn Willis.

## Filmographie

### Cinéma
- 2007 : Dangereuse Séduction (Perfect Stranger) de  James Foley : Donna
- 2007 : The Comebacks de Tom Brady : Megan
- 2013 : Red 2 de Dean Parisot : Kelly (créditée sous le nom de Emma Heming Willis)

### Télévision
- 2006 : Entourage